# Michele Kalamera
Michele Kalamera, all'anagrafe Michelino Calamera (Conegliano, 12 febbraio 1939 – Roma, 25 luglio 2023), è stato un doppiatore italiano.

## Biografia
Di padre siciliano di origini greche (il nonno paterno era di Patrasso) e di madre veneto-tedesca (nonno materno bavarese), si trasferì con la famiglia per via della professione del primo, maresciallo dei Carabinieri, arrivando infine in Calabria, dove visse tra Serra San Bruno e Palmi, per poi spostarsi a Roma, dove negli anni sessanta frequentò l'Accademia nazionale d'arte drammatica. Conosciuto per il mestiere di doppiatore, è stato anche attore di teatro e ha lavorato per la radio. Esordì come doppiatore nel marzo del 1966, diretto da Fede Arnaud nel doppiaggio di Mark Damon nel film Dio, come ti amo!. È noto soprattutto per essere stato il doppiatore ufficiale di Clint Eastwood, scelto per questo lavoro dallo stesso attore statunitense che nel 1976 lo aveva sentito in un provino per il film Il texano dagli occhi di ghiaccio.
Ha doppiato inoltre Steve Martin in molte delle sue interpretazioni; F. Murray Abraham nel ruolo di Antonio Salieri nel primo doppiaggio del film Amadeus di Miloš Forman; Robert Redford in diverse significative interpretazioni (fra cui Il candidato); Martin Landau nel ruolo del comandante John Koenig in Spazio 1999, nella serie televisiva Missione impossibile e nel film Ed Wood, per cui l'attore vinse il premio Oscar al miglior attore nel ruolo di Bela Lugosi; Michael Caine in The Prestige; Robert Duvall ne Il Grinta, Non torno a casa stasera di Francis Ford Coppola e Colors - Colori di guerra.
Attori da lui doppiati più di rado sono stati Christopher Walken, Ben Kingsley, Max von Sydow, Anthony Hopkins, Dennis Farina, Raymond J. Barry, Roger Moore. In televisione è stato la 2ª voce di George Peppard nel ruolo del colonnello John "Hannibal" Smith nella serie A-Team e ha doppiato Jerry Hardin nel ruolo di Gola Profonda in X-Files.
È stato la voce dei personaggi Disney Razoul nei prodotti d'animazione di Aladdin, Baloo in TaleSpin e dell'imperatore Zurg, nonché voce narrante nei cartoni Disney dedicati a Pippo e a Winnie the Pooh, e in altri cartoni animati fra cui Freakazoid; ha doppiato inoltre Sam l'aquila nei lungometraggi I Muppet e Muppets 2 - Ricercati.
Nel maggio 2007 vinse il premio "Leggio d'oro voce maschile dell'anno". L'anno successivo partecipò come voce narrante nell'album del cantautore e rapper pugliese Caparezza, Le dimensioni del mio caos.
Il 13 gennaio 2018, in occasione di un festival in cui era stato premiato, annunciò il ritiro dalla professione, continuando comunque a doppiare saltuariamente.
Morì a Roma il 25 luglio 2023, all'età di 84 anni. I funerali si svolsero, dopo tre giorni, nella basilica di Santa Maria in Montesanto, nota anche come Chiesa degli artisti, in piazza del Popolo a Roma.

## Prosa radiofonica Rai
- Ciascuno a suo modo, tre atti di Luigi Pirandello, regia di Orazio Costa (1962)
- Miguel Manara, sei quadri di Oscar Milosz, regia di Orazio Costa, trasmesso il 5 ottobre 1962.

## Filmografia
- Il Mistero della Natività. Laudi drammatiche dei secoli XIII e XIV di Silvio D'Amico, regia di  Orazio Costa – prosa televisiva trasmessa dal Secondo Programma il 7 aprile 1966.
- Il mistero, regia di Orazio Costa – film TV (1967)
- La pietra di luna, regia di Anton Giulio Majano – miniserie TV (1972)

## Doppiaggio

### Film
- Clint Eastwood ne Il texano dagli occhi di ghiaccio, Cielo di piombo, ispettore Callaghan, Filo da torcere, Bronco Billy, Fai come ti pare, Firefox - Volpe di fuoco, Honkytonk Man, Coraggio... fatti ammazzare, Corda tesa, Il cavaliere pallido, La recluta, Cacciatore bianco, cuore nero, Gli spietati, Un mondo perfetto, Casper, I ponti di Madison County, Potere assoluto, Fino a prova contraria, Space Cowboys, Debito di sangue, Gran Torino, Di nuovo in gioco, Il corriere - The Mule, Cry Macho - Ritorno a casa
- Steve Martin in Ho perso la testa per un cervello, Pazzi a Beverly Hills, Il padre della sposa, Il padre della sposa 2, Guerra al virus, Uno strano scherzo del destino, Sergente Bilko, La formula, Bowfinger, Fantasia 2000, Un ciclone in casa, Una scatenata dozzina, Il ritorno della scatenata dozzina
- Michael Caine in Gioco perverso, Acqua in bocca, Quarto protocollo, Come far carriera... molto disonestamente, All'inseguimento della morte rossa, Intrigo a San Pietroburgo, L'ultimo bicchiere, The Prestige
- Robert Duvall in Non torno a casa stasera, Il Grinta, Organizzazione crimini, Colors - Colori di guerra, Gli strilloni, Sfida per la vittoria, Tutti insieme inevitabilmente
- James Rebhorn in Ho trovato un milione di dollari, Il talento di Mr. Ripley, Last Shot, Anamorph - I ritratti del serial killer, The Box, Real Steel
- Donald Sutherland in La cruna dell'ago, Cittadino X, Shadow Program - Programma segreto, Tempesta baltica, L'età barbarica
- Leslie Nielsen in Riposseduta, Mr. Magoo, Guerrieri del surf, Alaska - Sfida tra i ghiacci, Camouflage - Professione Detective
- Robert Redford in Ucciderò Willie Kid, Gli spericolati, Corvo rosso non avrai il mio scalpo!, Il candidato
- Raymond J. Barry in Dead Man Walking - Condannato a morte, L'ultimo appello, Training Day, Oggi sposi... niente sesso, Flubber - Un professore fra le nuvole
- Voce narrante in Superfantozzi, Guida galattica per autostoppisti, Adaline - L'eterna giovinezza, Ave, Cesare!, Ritorno al Bosco dei 100 Acri
- Fred Willard in Hard Night, A Mighty Wind - Amici per la musica, 2 Young 4 Me - Un fidanzato per mamma
- Roy Scheider in Il pasto nudo, Triplo gioco, Dracula II: Ascension
- Roger Moore in Amici e nemici, The Enemy - Il nemico è tra noi, Boat Trip
- F. Murray Abraham in Amadeus (primo doppiaggio), Il ponte di San Luis Rey, Grand Budapest Hotel
- Christopher Plummer in Dracula's Legacy - Il fascino del male, Lucky Break, Blizzard - La renna di Babbo Natale
- Martin Landau in Ed Wood, Sliver, X-Files - Il film
- James Caan in 40.000 dollari per non morire, Marlowe - Omicidio a Poodle Springs, The Yards
- Brian Cox in L'agenda nascosta, Zodiac, The Water Horse - La leggenda degli abissi
- Michael Ironside in Prom Night II - Il ritorno, Una luce nelle tenebre
- Pete Postlethwaite in Voci lontane... sempre presenti, I soliti sospetti
- Alain Delon in Notte sulla città, Due contro la città
- David Bowie in Furyo, Zoolander
- Tim Curry in L'uomo ombra, I tre Moschettieri
- Gordon Mitchell in Al di là della legge, Da parte degli amici: firmato mafia!
- Tom Wilkinson in Rush Hour - Due mine vaganti
- Josef Sommer in Malice - Il sospetto
- Alan Oppenheimer in La storia infinita
- Christopher Lee in La fabbrica di cioccolato
- Naseeruddin Shah in La leggenda degli uomini straordinari
- Danny Huston in Fuori controllo
- Burt Reynolds in Un tranquillo weekend di paura
- Jack Palance in Scappo dalla città - La vita, l'amore e le vacche
- Max von Sydow in Al di là dei sogni
- Jack Nicholson in Gli ultimi fuochi
- Scott Glenn in Saigon
- Gregory Hines in Il tempo dei cani pazzi
- J. K. Simmons in Jennifer's Body
- Philip Baker Hall in Non per soldi... ma per amore
- Noble Willingham in Tutto può accadere
- Philippe Leroy in Io e il re
- Philip Bosco in Angie - Una donna tutta sola
- Lane Smith in Air America
- Larry Drake in Darkman
- Bob Gunton in Patch Adams
- Jason Flemyng in Riflessi di paura
- Pete Antico in Creators - The Past
- Kirk Douglas in Saturn 3
- Henry Silva in Fuga dal Bronx
- Jean Rochefort in Florida
- Eddy Mitchell in Tutti pazzi per Rose
- Toshirō Mifune in Morte di un maestro del tè
- Jarl Kulle ne Il pranzo di Babette
- Michael Forest ne Il cacciatore di squali
- La morte in Dellamorte Dellamore[6]
- James Ryan in Chen - il pugno che uccide

### Film d'animazione
- Voce narrante ne Le avventure di Winnie the Pooh, Freddie the Frog, Dragon Ball - La leggenda delle sette sfere (primo doppiaggio), Winnie the Pooh alla ricerca di Christopher Robin, Topolino e la magia del Natale, Winnie the Pooh: Tempo di regali, T come Tigro... e tutti gli amici di Winnie the Pooh, Buon anno con Winnie the Pooh, Winnie the Pooh: Ro e la magia della primavera, Il primo Halloween da Efelante, La grande storia di Davide e Golia, Winnie the Pooh - Nuove avventure nel Bosco dei 100 Acri
- Razoul in Aladdin, Il ritorno di Jafar, Aladdin e il re dei ladri
- Giulio Cesare ne Le dodici fatiche di Asterix, Asterix e il Regno degli dei
- Imperatore Zurg in Toy Story 2 - Woody e Buzz alla riscossa, Buzz Lightyear da Comando Stellare - Si parte!
- The King in Cars - Motori ruggenti, Cars 3
- Sam l'aquila ne I Muppet, Muppets 2 - Ricercati
- Adam West e Walt Disney ne La storia segreta di Stewie Griffin
- Principe Lir ne L'ultimo unicorno
- Mr. Cosmo Spacely in I pronipoti incontrano gli antenati
- Clem in Rover e Daisy
- Slug in Dragon Ball Z - La sfida dei guerrieri invincibili (primo doppiaggio)
- La statua ne La freccia azzurra
- Speaker TV in Toy Story - Il mondo dei giocattoli
- Ebenezer Scrooge in Canto di Natale (1997)
- Sir Edward Ramsay in Il re ed io
- Il faraone in Giuseppe - Il re dei sogni
- Ponzio Pilato in C'era una volta Gesù
- Palo ne La foresta magica
- Voce dello spot TV in Monsters & Co.
- Umibozu in Gintama
- Comandante Rourke in Atlantis - L'impero perduto
- Giumaho in Dragon Ball Z - La storia di Trunks (primo doppiaggio)
- Rothbart in Barbie e il lago dei cigni
- Ilderim in Ben Hur
- Guerriero #1 in Sinbad - La leggenda dei sette mari
- Beppo in Momo alla conquista del tempo
- Razza ne I figli della pioggia
- Cantastorie in Kate - La bisbetica domata
- Socras in I Roteò e la magia dello specchio
- Scarburon in Gli Animotosi nella terra di Nondove
- Fuscus in I Lampaclima e l'isola misteriosa
- Aquila Sbandata ne Gli Straspeed a Crazy World
- Dottor Burton in Lupin III - L'amore da capo: Fujiko's Unlucky Days
- Mark Williams in Lupin III - Un diamante per sempre
- Pastore Galswells ne La sposa cadavere
- Comandante Bristle in Tom & Jerry: Rotta su Marte
- Hemmer in Battaglia per la Terra 3D
- Capo Boulder in Un uomo chiamato Flintstone
- Nat il rimorchiatore ne Il magico mondo di Oz
- El Defensor in Spaghetti Western in the Water
- Jupiter ne L'isola dei cani
- Gordy in Boog & Elliot 4 - Il mistero della foresta
- Sole ne La stella di Laura

### Serie televisive
- Martin Landau in Missione Impossibile (st. 1), Spazio 1999
- Jerry Hardin e Daniel Benzali in X-Files
- George Peppard in A-Team (st. 3-4)
- Vari personaggi ne Le avventure di Sherlock Holmes[7]
- Conrad Bain in Il mio amico Arnold (st. 4)
- Jerry Orbach in La signora in giallo (st. 1-5)
- Brian Cox ne Il processo di Norimberga
- Dennis Weaver in Uno sceriffo a New York
- Mitchell Ryan in Dharma & Greg
- Adam West in The Big Bang Theory
- Jürgen Prochnow in 24
- John Nettles ne L'ispettore Barnaby (st. 9)
- Muse Watson in NCIS - Unità anticrimine
- Geoff Pierson in Dexter (st. 1-8)
- Joe Berryman in Better Call Saul
- Fabio Testi in Tre stelle

### Serie animate
- Voce narrante ne Il libro di Pooh, Animaniacs, Freakazoid!, Over the Garden Wall - Avventura nella foresta dei misteri, Argai e nei corti di Pippo in Mickey Mouse Works, House of Mouse - Il Topoclub, Pippo - Divertirsi in sicurezza
- Adam West (st.1-17 tranne ep. 15.15), Dottor Kaplan, Il Padrino, James Caan, Hugh Downs e Clint Eastwood ne I Griffin[8]
- Frankie (ep. 16.7), Dr. Robert Terwilliger Sr. (ep. 19.8) e Il Pastorone (ep. 24.18) ne I Simpson[9]
- Sam l'aquila in Muppet Show (ridoppiaggio 2007), I Muppet, Ecco i Muppet
- Flash Gordon in The New Adventures of Flash Gordon[10]
- Baloo in TaleSpin
- Razoul in Aladdin
- Imperatore Zurg in Buzz Lightyear da Comando Stellare
- Genma Saotome in Ranma ½
- Rasputin in Master Mosquiton
- Dark Laser in Due fantagenitori
- Watari in Death Note
- Hattori Tojuro in Nabari
- Direttore Pestsrip in Maggie
- il consigliere Mitsuru Kirita in Capitan Harlock

### Videogiochi
- Razoul in Aladdin: La vendetta di Nasira (2000)[11]
- Comandante Rourke in Atlantis - L'impero perduto (2001)[12]
- Uno in Chi è PK? (2003)[13]
- Speaker/Tutorial in Gli Incredibili - Quando il pericolo chiama (2004)[14]
- Imperatore Zurg in Disneyland Adventures (2011),[15] Disney Infinity (2013)[16]

- La Maschera in Epic Mickey 2: L'avventura di Topolino e Oswald (2012)[17]

### Programmi televisivi
- Voce narrante in Scherzi a parte (Canale 5, 2018)

### Pubblicità
- Nintendo 64 (1998)

## Riconoscimenti
- Premio Voci nell'ombra 2003 per la Miglior Voce Maschile – Sezione Cinema nel ruolo di Terry McCaleb in Debito di sangue.
- Gran premio internazionale del doppiaggio 2009 come Miglior doppiatore protagonista nel ruolo di Walt Kowalski in Gran Torino (ex aequo con Massimo Rossi – nel ruolo di Harvey Milk in Milk).
- Vincitore della XIII Targa "Gualtiero De Angelis" al Festival Voci 2009 a Imperia.
- Premio Voce maschile dell'anno attribuito dalla giuria all'8ª Gran Galà del Doppiaggio – Romics 2009 nel ruolo di Walt Kowalski in Gran Torino.